# Microdonia laticollis
Microdonia laticollis är en skalbaggsart som först beskrevs av Charles Thomas Brues 1902.  Microdonia laticollis ingår i släktet Microdonia och familjen kortvingar. Inga underarter finns listade i Catalogue of Life.